# Kayla Williams
Kayla Williams (Nitro, Virginia Occidental; 8 de mayo de 1993) es una gimnasta artística estadounidense, campeona del mundo en 2009 en salto de potro.

## Carrera deportiva
En el Mundial celebrado en Londres gana el oro en salto de potro, por delante de la suiza Ariella Kaeslin y la francesa Youna Dufournet.